# 王陵基
王 陵基（おう りょうき、中国語: 王陵基; 拼音: Wáng Língjī; ウェード式: Wang Ling-chi）は、中華民国の軍人。四川省の有力軍人で、後に国民革命軍でも指揮官として活動した。号は方舟。

## 事績

### 四川軍での台頭
絹織物商の家庭に生まれる。1903年（光緒29年）7月、四川武備学堂速成班で1年学習した。その後、日本に留学し、東斌学堂と成城学校で学んでいる。1906年（光緒32年）に帰国すると、四川の新軍で軍務に就きチベットに赴任した。1908年（光緒34年）秋に四川陸軍軍官速成学校が創設されると、王陵基はラサから成都に呼び戻され、同校翻訳官に任ぜられる。当時、四川省では鉄道保護運動の発生等により革命派の活動が盛んであったが、王は革命派からの勧誘があっても拒絶を貫いた。
中華民国成立後も、王陵基は引き続き四川軍で団長として起用された。1913年（民国2年）、第二革命（二次革命）が勃発すると、四川都督胡景伊の命により王は重慶で蜂起した革命派の熊克武を撃破した。1915年（民国4年）12月、護国戦争が勃発すると、四川督軍陳宧の下で四川軍第1師第4団団長に任命されて護国軍と戦い、まもなく第3師第5旅旅長に昇進している。翌1916年（民国5年）5月に陳が護国軍側へ寝返り独立を宣言すると、袁世凱支持派の四川軍軍人周駿を支持して陳を攻撃した。ところが6月に袁が死去してしまい、後ろ盾を失った周・王はいずれも下野を余儀なくされる。その後、王は山東省で煙台鎮守使に任ぜられる。さらに北京政府中央で要職を得ようと活動したものの、成果は無かった。
1921年（民国10年）2月、王陵基は重慶に拠っていた四川軍第2軍軍長楊森を頼り、同軍参謀長に任ぜられた。その後、楊森を補佐して他の四川軍指揮官と戦うも、翌年に楊が敗北して湖北省へ一時脱出したため、王はその下を離れて四川に留まった。1923年（民国12年）7月、劉湘が四川善後督弁に任ぜられると、王はその配下に転じる。翌年、第28混成旅旅長に昇進し、1925年（民国14年）には四川軍第3師師長兼江巴衛戍司令となった。

### 国民政府時代
1926年（民国15年）12月、北伐の進展を見た劉湘が国民政府に易幟し、国民革命軍第21軍軍長に任ぜられると、王陵基は同軍第3師師長兼重慶衛戍司令となった。翌年、四川省内で南京事件に対する列強の対応に反発する民衆デモが重慶で勃発すると、王はこれを武力で鎮圧し、デモを主導していた中国共産党を粛清している。また、重慶に軍官学校を創設し、副校長（校長は劉湘）として実際の校務を担当した。
1931年（民国20年）、劉湘の命により王陵基は長江上遊剿匪総指揮代理として、湖北省の中国共産党（紅軍）根拠地討伐に従事している。四川に戻った後の1933年（民国22年）7月、四川剿匪総司令に任命された劉の下で第5路総指揮となり、長征中の紅軍を迎撃したが、他の路軍との連携を欠いて紅軍の突破を許すなど失敗が相次ぎ、同年末には罷免されてしまう。その後2年間は上海に閑居してしまうが、1936年（民国25年）春にようやく劉に呼び戻され、四川省保安司令部保警処長兼保安司令代理に任ぜられた。
日中戦争（抗日戦争）が勃発すると、1938年（民国27年）に王陵基は第30集団軍総司令兼第72軍軍長に任ぜられ前線に赴いた。南潯会戦、長沙会戦、南昌会戦などに参戦している。1939年（民国28年）6月、第9戦区副司令長官兼第30集団軍総司令に任ぜられ、江西省修水県に駐屯した。戦争期間中を通して共産党への敵意を解かず自軍内部の粛清に努めたが、日本軍との衝突は可能な限り避けたとされる。1943年（民国32年）春、陸軍上将銜を授与され、1945年（民国34年）春には中国国民党第6期中央執行委員に選出された。

### 国共内戦、晩年
戦後、王陵基は第7綏靖区司令官に昇進し、共産党への対策・粛清に尽力した。1946年（民国35年）3月、江西省政府主席に任命され、1948年（民国37年）4月に四川省に戻り省政府主席となった。1949年（民国38年）夏、中国人民解放軍迎撃のため四川反共救国軍総司令に任ぜられたが、年末には敗退して雅安に追い込まれる。最後は直属部隊に蜂起されてしまい、王は変装して逃亡を図ったが、途中で人民解放軍に捕縛されてしまった。
中華人民共和国での王陵基は10年以上も収監され続け、1964年12月28日の第5回戦犯特赦において、ようやく釈放された。釈放時点の王は、すでに老齢の上に重い高血圧・心臓病を患っており、入院を余儀なくされている。1967年3月17日、北京市で病没。享年85（満83歳）。

## 注
1. ↑  劉識非（1997）、190頁。
2. 1 2 3 4  徐主編（2007）、140頁。
3. 1 2 3 4 5  劉国銘主編（2005）、216頁。
4. ↑  劉識非（1997）、190-192頁。
5. ↑  劉識非（1997）、192頁。
6. ↑  劉識非（1997）、192-193頁。
7. ↑  劉識非（1997）、193頁。
8. ↑  徐主編（2007）、140-141頁。
9. ↑  劉識非（1997）、194-196頁。
10. 1 2 3  徐主編（2007）、141頁。
11. ↑  劉国銘主編（2005）、216-217頁。
12. ↑  劉識非（1997）、196頁。
13. 1 2  劉国銘主編（2005）、217頁。
14. ↑  『人民日報』1964年12月29日、第1版。なおこの回の特赦では、吉興や李守信らも釈放されている。
15. ↑  劉識非（1997）、196-197頁。